# Останній репортаж
«Оста́нній репорта́ж» (латис. Pēdējā reportāža) — радянський телевізійний художній фільм режисера Дзідри Рітенберги, знятий на Ризькій кіностудії за мотивами роману німецького письменника Герта Прокопа «Смерть репортера» у 1986 році.

## Сюжет
Керівництво солідного західнонімецького видання доручає своєму провідному репортерові Петеру Лобенштейну підготувати матеріал про недавнє загадкове вбивство співробітника газети, популярного журналіста Йоргенсена. Лобенштейн, зайнятий іншою темою, з великим небажанням береться за доручену справу. Допущений до матеріалів справи, він з'ясовує, що його колега був убитий у зв'язку зі своїм останнім журналістським розслідуванням, а не з побутових причин, як на те наполегливо вказував шеф місцевої поліції.

## У ролях
- Георгій Тараторкін — Петер Лобенштейн
- Ілона Озола — Енгельхен
- Ростислав Горяєв — Маурах
- Арнольд Лініньш — Науманн
- Айгарс Цеплітіс — Мьобіус
- Ольгерт Кродерс — Шрауденбах (озвучив Олександр Вокач)
- Артур Дімітерс — Вільгельмі
- Ансіс Епнерс — Борніг
- Регіна Разума — Біргіт
- Харійс Герхард — Мейєр
- Петеріс Криловс — Мюлленс
- Ласма Мурнієце — фрау Мюлленс
- Ілга Званова — фрау Йоргенсон
- Юрій Калещук — Йоргенсен
- Айгарс Цілінскіс — Брюдігам
- Володимир Рудий — Даммер
- Сергій Юдін — Горман
- Леонід Сатановський — Кентон

## Знімальна група
- Автор сценарію: Юрій Калещук
- Режисер-постановник: Дзідра Рітенберга
- Оператор-постановник: Гвідо Скулте
- Композитор: Мартіньш Браунс
- Художник-постановник:  Віктор Шільдкнехт
- Звукооператор: Гліб Коротєєв
- Режисер: Болеслав Ружс
- Оператор: Івар Хофманіс
- Художник по костюмах: Ієва Кундзіня
- Художник-гример: Расмо Пранде
- Консультант: Едуард Мнацаканов
- Директор: Юхим Кнафельман